# دن لیپینسکی
دن لیپینسکی (به انگلیسی: Dan Lipinski) نمایندهٔ حوزه انتخابیه سوم ایلی‌نوی از حزب دموکرات ایالات متحده آمریکا در مجلس نمایندگان ایالات متحده آمریکا است که برای نخستین‌بار در ۱۵ ژانویه ۲۰۰۵ میلادی به‌عضویت این مجلس درآمد.